# Ronan Le Moal
Ronan Le Moal, né le 17 avril 1972 à Brest, est directeur général du groupe Crédit mutuel Arkéa de 2008 à février 2020. Diplômé d'HEC, il est le cofondateur de la West Web Valley et dirige désormais le fonds d'investissement Epopée.

## Biographie
Ronan Le Moal est né le 17 avril 1972 à Brest, dans le Finistère. Il intègre l'école HEC dont il est diplômé en 1995.

### Carrière
Ronan Le Moal rejoint le Crédit mutuel de Bretagne, au sein de l'organisation générale. Il rallie ensuite l'équipe du contrôle de gestion du groupe et en prend la direction en 2000. En 2001, il est nommé directeur technique et financier de Suravenir, la filiale d'assurance-vie et de prévoyance du Crédit mutuel Arkéa. Quatre ans plus tard, il devient directeur général de Symphonis, courtier en ligne spécialisé dans l'assurance-vie du groupe. En 2006, il conduit l'opération de rachat du Groupe ProCapital (ProCapital et Fortuneo Direct Finance).
Président des directoires de Fortuneo et ProCapital, la filiale de services titres à destination des établissements financiers, Ronan Le Moal est nommé directeur général du groupe en 2008 par son président nouvellement élu, Jean-Pierre Denis.
Le 12 février 2020, il annonce son départ du groupe pour se consacrer à l’entrepreneuriat sur fond de conflit de gouvernance face à Jean-Pierre Denis et avec des reproches de rémunération non conforme,. Son souhait de se consacrer à l’entrepreneuriat fait suite à ses expériences précédentes dans la création de start-up et son implication dans l’écosystème numérique breton.
En septembre 2020, il co-fonde la société d'investissement Épopée avec pour ambition de « réinvestir les territoires » au travers de fonds de capital-innovation, de capital-investissement et d'immobilier.

### Rémunération
Selon une publication de l'Agefi, entre 2015 et 2018, la rémunération de Ronan Le Moal au sein d'Arkea Crédit Mutuel double[réf. nécessaire]. À titre indicatif, conformément aux chiffres communiqués par le groupe, en 2018, Ronan Le Moal touche une rémunération de 1 284 865 euros.

## Engagements professionnels

### West Web Valley
Il rejoint Charles Cabillic et Sébastien Le Corfec en 2012 pour fonder la West Web Valley, fonds d'investissement et accélérateur de startups[pas clair] en Bretagne.

### West Web Festival
À la suite de la West Web Valley, Ronan Le Moal, Charles Cabillic et Sébastien Le Corfec lancent en 2014 un festival consacré au numérique, le West Web Festival, conjointement au Festival des Vieilles Charrues, ayant pour ambition de devenir un évènement national où l'écosystème numérique français se retrouve. Plusieurs créateurs de startups et chefs d’entreprise sont conviés chaque année pour participer aux débats. En 2017, Michel-Edouard Leclerc est ainsi intervenu pour évoquer le futur de la grande distribution. En 2018, une Coupe de France French Tech est organisée pour récompenser la startup la plus prometteuse. À l'occasion de l'édition 2018 du West Web Festival, Ronan Le Moal a annoncé le lancement du projet Bressst, une filière d'excellence pour les fintechs à vocation internationale.